# 小行星5733
小行星5733（英語：5733）是一颗围绕太阳公转的小行星。1989年1月4日，上田清二、金田宏在钏路市发现了此天体。
这颗小行星的绝对星等为335.2746782634359等。